# الكسندر شو (سياسي)
الكسندر شو هو سياسي كندي، ولد في 13 يناير 1833، وتوفي في 21 أبريل 1911. انتخب عضو مجلس العموم الكندي.